# 1748

## Esdeveniments
Països Catalans
Resta del món
- Edimburg (Escòcia): sota els auspicis de lord Henry Kames, Adam Smith hi comença a dictar una sèrie de conferències públiques (que farà al llarg de tres anys) sobre retòrica i lletres.
- 1 d'abril - la Campània (Itàlia): Roque Joaquín de Alcubierre hi comença oficialment l'excavació de les restes de Pompeia.
- 1 d'octubre - L'Havana (Cuba): Els britànics guanyaren la batalla de l'Havana que succeí poc després de la Guerra de l'orella de Jenkins.
- 18 d'octubre - Aquisgrà (Sacre Imperi Romanogermànic): signatura del Tractat d'Aquisgrà que representa el final de la Guerra de Successió Austríaca.

## Naixements
Països Catalans
Resta del món
- 2 de febrer, Saxònia: Christian Gottfried Thomas, músic.

- 5 de març: 
  - Göteborg, Suècia: Jonas Carlsson Dryander, botànic suec (m. 1810)
  - Swalwell, comtat de Durham, Anglaterra: William Shield, compositor anglès (m. 1829).
- 7 de maig, Montalban, Occitània, França: Marie Gouzon, coneguda com a Olympe de Gouges, escriptora, defensora dels drets de les dones (m. 1793).[1]
- 28 d'agost, Berlín: Amalie von Gallitzin, escriptora i intel·lectual alemanya.[2]
- 30 d'agost - París: Jacques-Louis David, pintor francès (m. 1825).
- 16 de setembre - Viena: Elisabeth Teyber, soprano austríaca (m. 1816).[3]
- 11 de novembre, Portici, Regne de Nàpols: Carles IV d'Espanya, príncep d'Astúries (m. 1819).
- Rastenberg: Ernst Friedrich Roesler, organista alemany.

## Necrològiques
Països Catalans
- 26 de març: Pere Serra i Postius, historiador barceloní.

Resta del món
- Coenraet Roepel, pintor barroc dels Països Baixos especialitzat en la pintura de flors i natures mortes